# Бархатница дриада
Бархатница дриада (лат. Minois dryas) — вид дневных бабочек из семейства Бархатницы.

## Этимология латинского названия
Дриады (греческая мифология) — лесные нимфы, женские духи деревьев. Дриада неотделима от дерева, в котором обитает и погибает вместе с ним.

## Описание
Длина переднего крыла 22—34 мм. Размах крыльев 45—63 мм. Фоновый цвет крыльев у самца темно-бурый. На переднем крыле выделяются два прикраевых округлых черных пятна с голубыми зрачками, на заднем крыле заметна темная прикраевая перевязь. Самка окрашена несколько светлее самца. Фоновая окраска ее крыльев коричневая; глазчатые пятна на переднем крыле значительно крупнее, между ними имеется одно-два мелких белых пятнышка с темным ободком. Нижняя сторона крыльев самки — бурая, покрыта мелкими пестринами. Рисунок повторяет верхнюю сторону крыльев. Тёмная прикраевая перевязь выражена чётче, чем у самца. Заднее крыло примерно пополам разделяется нечеткой волнистой линией. Внутренняя область крыла несколько темнее внешней.

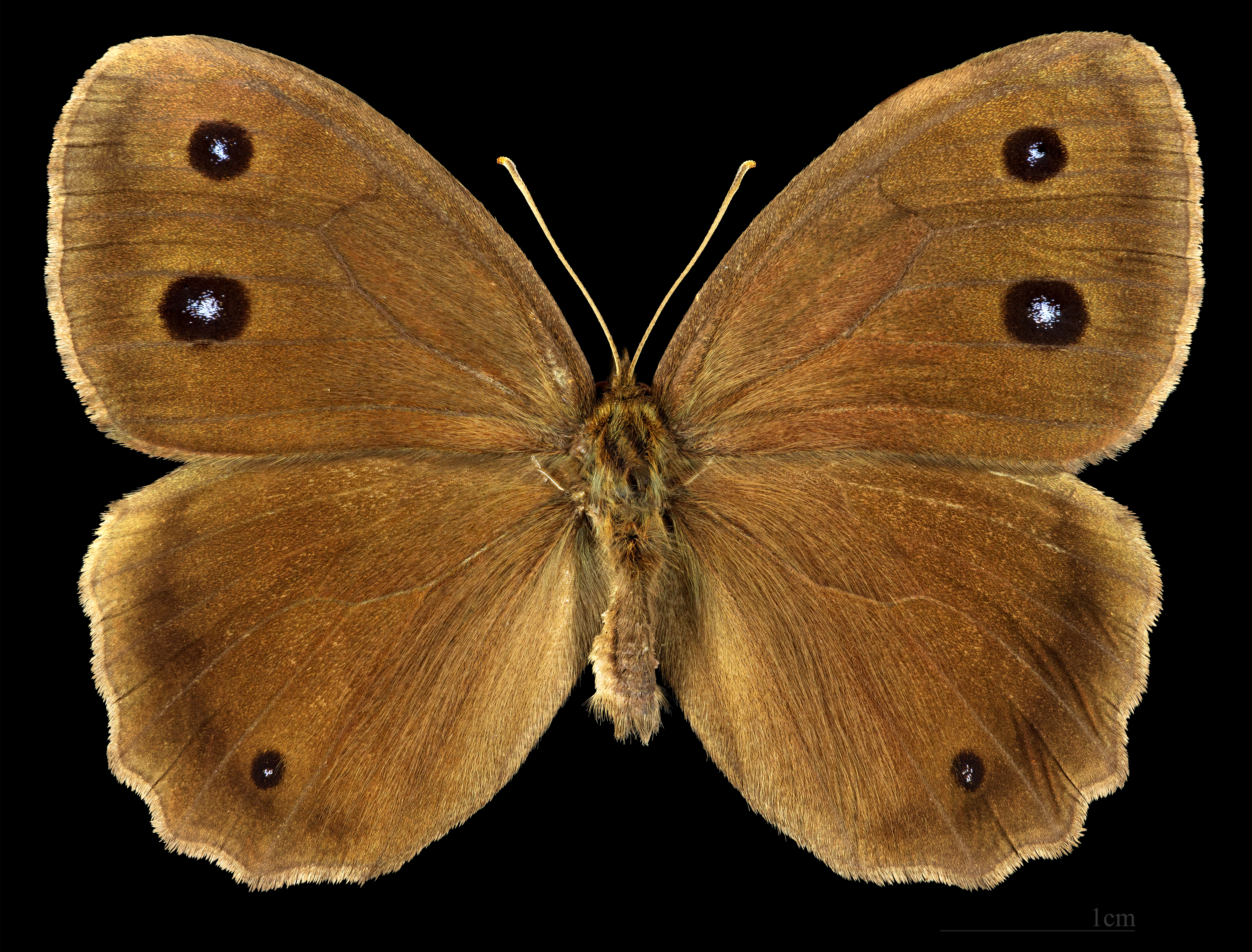
Minois dryas ♂
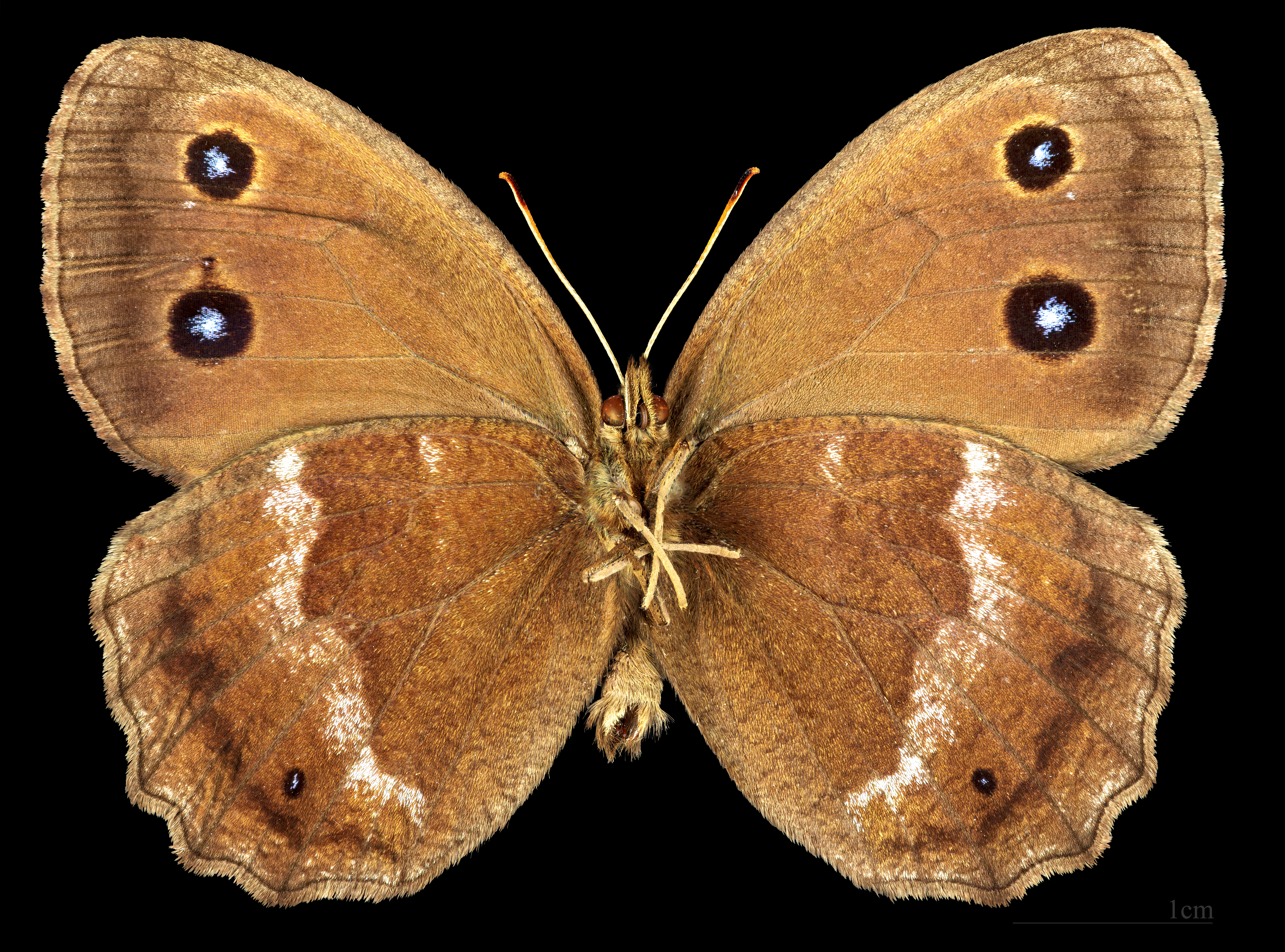
Minois dryas ♂   △

## Ареал и местообитание

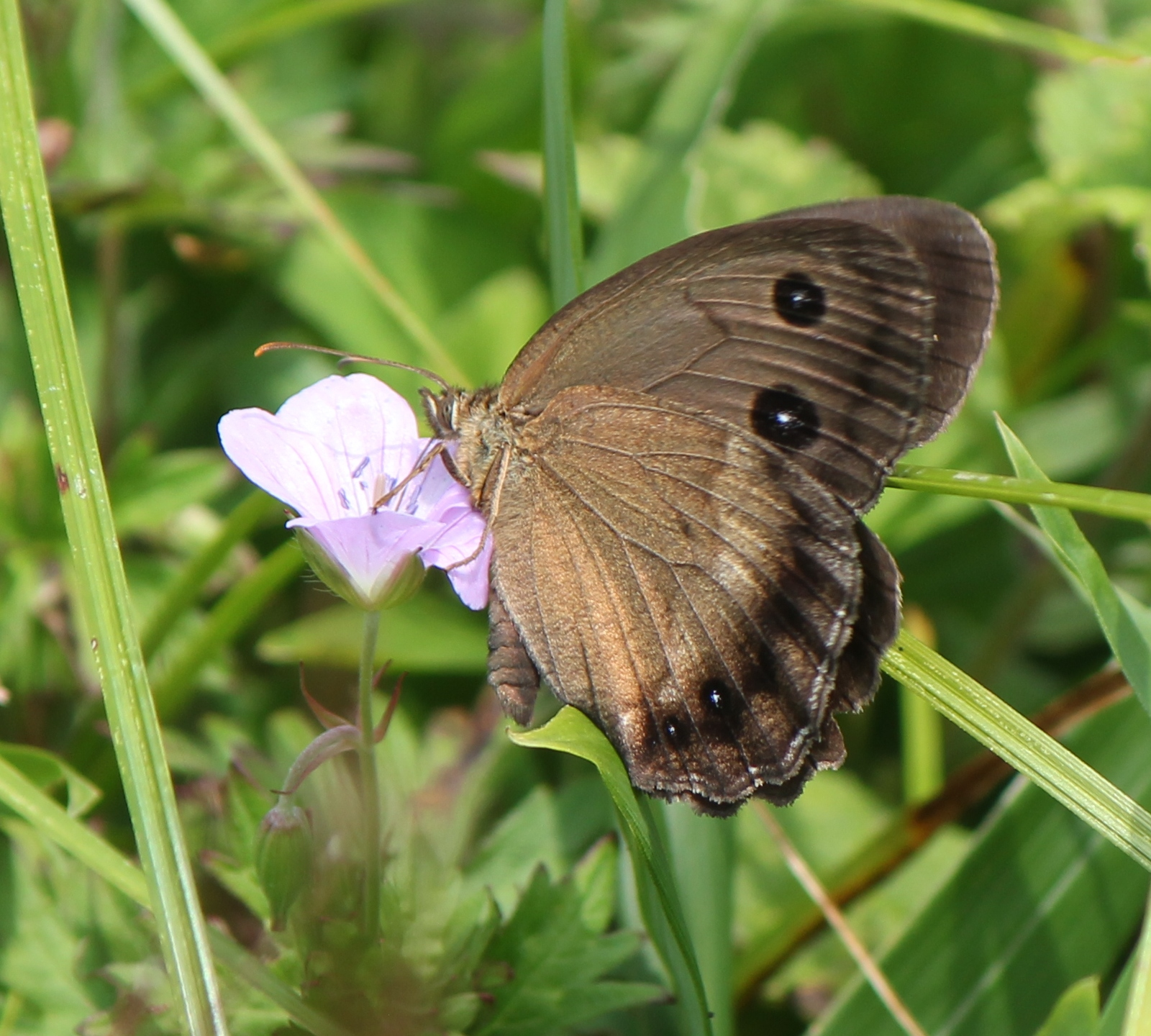
Самка. Нижняя сторона крыльев

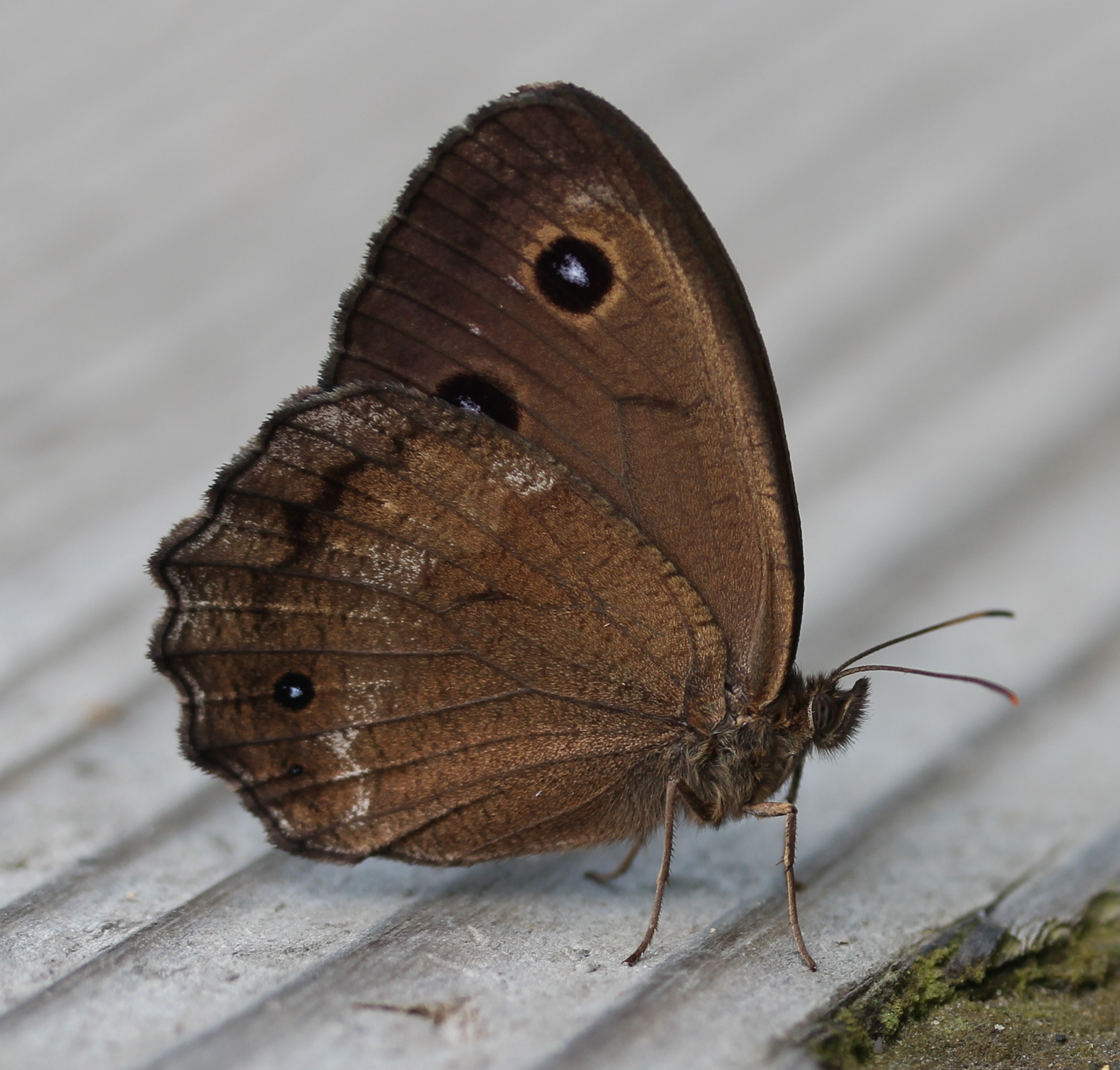
Самец. Нижняя сторона крыльев

Ареал охватывает умеренную Евразию. В Восточной Европе встречается в зоне широколиственных лесов и лесостепей Украины и России. Встречается на западной части балтийского побережья в Польше, и далее на юг ареал проходит через центральную и юго-восточную часть Польши по Карпатам до Венгерской и Нижнедунайской низменности. На территории Беларуси вид известен из единственного местообитания в Полесье (Пинский район Брестской области). Далее на восток по лесостепной зоне Украины ареал вида проходит через Придонье до северной части Волго-Ахтубинской поймы в Астраханской области России, и Южного Урала. Южнее вид встречается на южном побережье Крыма, в Предкавказье и на Большом Кавказе.
На равнине населяет разнотравно-злаковые поляны и опушки лиственных лесов, часто встречается в поймах рек. В степной зоне населяет овраги среди степей. На Кавказе населяет горные и пойменные луга, луговые степи с кустарниковыми зарослями, а также опушки лесов и редколесья, редины и поляны в тенистых горных смешанных и лиственных лесах. В горах поднимаются на высоты до 2000 м над уровнем моря.

## Биология
За год развивается одно поколение. Лёт бабочек с начала июля до первой половины сентября. Бабочки кормятся нектаром цветков различных растений. Иногда их можно наблюдать сидящими на коровьем навозе. Самцы не проявляют агрессивности друг к другу, низко и медленно порхают в поисках самок, сидящих в траве. Самки придерживаются тенистых участков под пологом леса. Во время спаривания потревоженная самка носит прикрепившегося к ней самца. Яйца рассеиваются самкой на подстилку в куртинах злаков. Стадия яйца длится 20—25 дней. Появившиеся гусеницы питаются неактивно и зимуют в первом возрасте. Гусеница бежевого цвета, с четырьмя коричневыми продольными полосками и светло-коричневой головой, пересеченной четырьмя вертикальными тёмными линиями. Кормовые растения гусениц составляют злаки: райграс высокий, вейник, ежа сборная, плевел, молиния голубая, мятлик. Окукливаются весной на земле.

## Охрана
Охраняется на территории Польши.